# Skovbølgård
Skovbølgård er en hovedgård i Felsted Sogn, Lundtoft Herred, Åbenrå Amt.

## Bygningerne
Sydlængen fra 1760, nordlængen fra 1761 og hovedbygningen i rokokostil fra 1765 ved bygmester Lorentz Jacobsen udgør tilsammen et klassisk gårdanlæg og har været fredet siden 1925. Hovedbygningen er opført i gule teglsten i én etage over en høj kælder med halvt afvalmet tegltag.

## Ejerrække
Skovbølgaard var i starten af 1700-tallet en del af adelsslægten Ahlefeldts godser i Slesvig. I størstedelen af 1800-tallet ejede nordmanden Johan Georg Kittel gården. Han var stor fortaler for tyskheden i Nordslesvig.
- (15 - ) Paul Uge
- ( -1571) Peter Uge
- (1571-1589) Paul Uge
- (1589- ) Magdalena Rathlau, gift Uge
- ( -1621) Claus Uge
- (1621-1648) Jasper v. Buchwald
- (1648- ) Anna Rathlau, gift Buchwald
- ( -1675) Marquard v. Buchwald
- ( -1695) Claus v. Buchwald
- (1695-1703) Benedict Frederik v. Rumohr
- (1703-1708) Frederik Ahlefeldt
- (1708-1709) Armgaard Margrethe Reventlow, gift Ahlefeldt
- (1709-1722) Carl Ahlefeldt
- (1722-1725) Boet efter Carl Ahlefeldt
- (1725-1728) Nicolai Paulsen
- (1728-1732) Anna Dorothea Maria Paulsen, gift Behn
- (1732- ) Balthazar Behn
- ( -1775) Christopher T. Kock
- (1775-1776) Christian G. Kock
- (1776-1778) Henning Paulsen
- (1778-1784) Maria Elisabeth Kock, gift Paulsen
- (1784-1796) Peter Ægidius
- (1796-1809) Anna Maria Thomsen, gift Ægidius
- (1809-1822) Peter Christian Ægidius
- (1822-1880) Johan Georg Kittel
- (1880-1922) August Ahrend Bruhn
- (1922-1941) Helene F. Petersen, gift Bruhn
- (1941-1969) Georg Ernst Bruhn
- (1969- ) Hans Georg Bruhn
- (2003- ) Katja Mathiasen

## Skovbølgård trinbræt
Skovbølgård fik trinbræt med sidespor (tysk: Haltestelle) på Aabenraa Amts Jernbaners linje Aabenraa-Gråsten 1899-1926. Trinbrættet lå i Gammel Skovbøl 1 km mod vest.